# Котвицкий, Игорь Александрович
Игорь Александрович Котви́цкий (укр. Ігор Олександрович Котвіцький; род. 24 января 1970 года в Харькове, УССР, СССР) — украинский бизнесмен и политик. Народный депутат Украины VIII созыва (фракция «Народный фронт»). Член Комитета Верховной Рады Украины по вопросам законодательного обеспечения правоохранительной деятельности.
Ранее — депутат Харьковского областного совета (с 2006 по 2014 годы).

## Биография

### Образование
После окончания общеобразовательной школы № 88 города Харькова с 1988 по 1990 годы служил в Советской армии.
Имеет четыре высших образования:
- 1999 — Украинская фармацевтическая академия, Фармацевтический факультет. Специальность — провизор.
- 2003 — Харьковский институт бизнеса и менеджмента, факультет менеджмента организаций. Специальность — экономист.
- 2003 — Институт финансов Украинского государственного университета финансов и международной торговли, факультет финансов.
- 2014 — Харьковский национальный университет имени В. Н. Каразина, факультет правоведения.

В 2014 году получил звание кандидата юридических наук в Восточноукраинском национальном университете имени Владимира Даля.

### Трудовая деятельность
1992—1993 гг. — монтажник вентиляционных систем кондиционирования воздуха в специализированном управлении № 1 производственного управления «Харьковремстроймонтаж», заместитель генерального директора по техническим вопросам украинско-венгерского ООО «Хунгарекс».
1993—1996 гг. — помощник президента АО «Инвестор» (Харьков) Арсена Авакова. В этой компании начинал работать в качестве водителя Авакова.
В 1996—2004 гг. — заместитель председателя правления АО «Инвестор» по общим вопросам.
С 2005 г. — член наблюдательного совета — вице-президент АО «Инвестор».

### Политическая деятельность
С 2004 года занимается общественной деятельностью.
С марта 2004 года — член Харьковского совета всеукраинского объединения «За Украину! За Ющенко!».
С октября 2014 года (во время общественной акции «Харьковский Майдан-2014») стал заместителем председателя Комитета национального спасения и членом президиума харьковского регионального совета «Народный союз „Наша Украина“».
1 ноября 2018 года были введены российские санкции против 322 граждан Украины, включая Игоря Котвицкого.

### Бизнес
Игорь Котвицкий начал заниматься бизнесом с середины 1990-х годов, придя на работу в харьковскую компанию АО «Инвестор», где через несколько лет стал одним из ведущих руководителей.
По данным журналистского расследования от Радио «Свобода» и Первого канала Украины, вышедшего в программе «Схемы. Коррупция в деталях» на 24 телеканале, Игорь Котвицкий вывел с Украины более 40 млн долларов в офшор на территории Панамы. Впоследствии Котвицкий дополнил свою декларацию за 2014 год, добавив в неё информацию о наличии на счетах в банках и других финансовых учреждениях 970,92 млн гривен (около 40 млн долларов), без указания того, откуда эти деньги появились. Таким образом, Котвицкий официально стал самым богатым депутатом украинского парламента. Также о выводе 40 млн долларов в Панаму заявлял народный депутат Украины Сергей Лещенко.
По подозрению в мошенничестве в особо крупных размерах Национальное антикоррупционное бюро Украины и Прокуратура возбудили уголовные дела. 24 сентября 2016 года Прокуратура Киева закрыла уголовное дело в отношении Игоря Котвицкого «в связи с отсутствием состава преступления». При этом НАБУ продолжила расследование перевода денег в панамские офшоры.
28 февраля 2017 года компания «Атомные энергетические системы Украины» по суду получила от Государственной службы геологии и недр разрешения на геологическую разведку и опытно-промышленную разработку четырёх месторождений урановых руд на территории Украины — Сафоновское и Михайловское месторождения в Николаевской области, Сурская площадь и Новогуровский участок в Днепропетровской области. По данным СМИ, АЭСУ контролируется людьми из окружения Котвицкого, который фактически стал крупнейшим в стране «урановым латифундистом».

## Награды
- Орден «За заслуги» ІІІ степени[14]
- Медаль «За труд и победу»[15]
- Орден Святителя Николая Чудотворца (УПЦ (МП))
- Орден святого равноапостольного князя Владимира ІІ степени (УПЦ (МП))
- Котвицкий является рекордсменом Украины по числу награждений наградным оружием — его наградили пистолетами «IWI Jericho 941»/«Форт-21.03» (23 апреля 2014), «Glock 17» (24 августа 2014), «Форт-9» (24 октября 2014), АПС (24 января 2015), «Mauser C96» (30 января 2015) и «Smith & Wesson SW1911» (6 августа 2015)[16]. В комментарии «Украинской правде» Котвицкий подтвердил, что его шесть раз награждали оружием, но от двух пистолетов он отказался[17]. По данным СМИ, у Котвицкого также имеется наградной Colt M1911 с 7 патронами[18][19]

## Доходы
Большой общественный резонанс вызвала декларация Игоря Котвицкого за 2014 год, в которую после официального публикования депутат дополнительно внёс ещё 900 млн гривен (см. выше).
В 2015 году Котвицкий указал в декларации 196 млн гривен наличных средств, права требования на общую сумму 1 364 738 936 гривен и 28 пар наручных часов. Кроме того, у депутата имелось наличных средств в размере 500 тыс. долларов и 250 тыс. евро, а также активов в драгоценных (банковских) металлах на сумму 9,8 млн гривен.
В электронной декларации за 2016 год Игорь Котвицкий указал 115,6 млн гривен доходов и 240 млн гривен наличности. Депутатская зарплата составила 153 тыс. гривен, 170 тыс. гривен составило обеспечение депутатской деятельности, 2 млн Котвицкий получил благодаря доходу от отчуждения движимого имущества, 8,9 млн гривен составили проценты на вклад в «Ощадбанке», 11,3 млн гривен — в «Сбербанке»; ещё 81,9 млн гривен ему принесли дивиденды.
Значительные финансовые средства находятся у депутата в наличности и в банковских вкладах. Из недвижимости он указал три квартиры и три гаража в Киеве и Харькове, также Котвицкий пользуется квартирой, двумя жилыми домами, двумя гаражами и тремя общественными приёмными. Депутат владеет автомобилем Range Rover (2014 года выпуска), прицепом и квадроциклом SSV Commander LTD (2013 года выпуска), пользуется автомобилями Mercedes-Benz S-класса 63 AMG 2013 года, Brabus B 63-620 2014 и арендует Toyota Land Cruiser 200 (2016 года выпуска). В 2016 году нардеп предоставил в заём 12,5 млн гривен и оплатил 9,5 млн гривен налогов и сборов.
Согласно декларации, Игорю Котвицкому принадлежат следующие компании (включая занимающиеся газодобычей): «Кисет», «Сахалинское-1», «Инвестор-Атика», «Сахалинское» и «Актив Газ Ресурсы».
20.03.2022 у жены Игоря Котвицкого при попытке выехать из Украины, венгерские пограничники обнаружили 6 чемоданов с деньгами. С собой у нее было шесть набитых деньгами чемоданов, в которых хранились 28 млн. долларов и 1,3 млн. евро.
У украинских пограничников не возникло абсолютно никаких вопросов к грузу женщины. История стала известна лишь потому, что их коллеги из Венгрии опубликовали фото .
Анастасия Родионовна Котвицкая (Кучер) жена Экс-нардепа VIII созыва от фракции "Народный фронт" Игоря КОТВИЦКОГО на пункт "Вилок" Закарпатской таможни прибыл автомобиль Opel Vivaro. За рулем, а также в качестве одного из пассажиров находились граждане Венгрии. Другими пассажирками оказались Анастасия Котвицкая и ее мать Галина Кучер была вынуждена задекларировать эти миллионы (28,8 млн долларов и 1,3 млн евро) только потому, что венгерская таможня их нашла, тогда как украинские таможенники чемоданы с деньгами "не заметили"!!!!. Открыто уголовное производство № 62022140050000058 от 20.03.2022.

## Семья
Экс-Супруга — Алла Анатольевна Котвицкая, 07 августа 1972; Харьков УССР СССР, доктор фармацевтических наук, профессор, заслуженный деятель наук Украины, ректор Национального фармацевтического университета (Харьков).
Дочь Виолетта, студентка Национального фармацевтического университета.
Супруга — Анастасия Родионовна КОТВИЦКАЯ (КУЧЕР)